# Natalie Imbruglia
Natalie Jane Imbruglia (IPA: [ɪm'bɹʉːlɪə]) (* 4. února 1975 Sydney) je australská zpěvačka-skladatelka, modelka a herečka.

## Biografie
Je druhou ze čtyř dcer australské matky a italského otce pocházejícího ze Sicílie.
Počátkem 90. let 20. století se dostala do povědomí publika rolí Beth Brennan v populárním australském televizním soap seriálu Neighbours (Sousedé) (účinkovala v něm mimo jiné i další později populární zpěvačka Kylie Minogue). Po dvou letech účinkování v seriálu zanechala a nastoupila úspěšnou kariéru zpěvačky.
Na Silvestra roku 2003 se po třiapůlleté známosti vdala za přítele Daniela Johnse. Dne 4. ledna 2008 vydali společné prohlášení oznamující jejich rozvod. Jako hlavní příčinu označili problémy s odloučením, neboť Natalie Imbruglia žila převážně v Old Windsoru v hrabství Berkshire ve Velké Británii, zatímco její manžel v australském Newcastlu.
V říjnu 2019 na svém Instagramu oznámila, že porodila syna, který dostal jméno Max Valentine. Využila možnosti umělého oplodnění a dárce spermatu.

## Hudební dráha

### Left Of The Middle
Její kariéra zpěvačky měla velmi rychlý start. V roce 1997 nahrála debutové album Left Of The Middle obsahující i pozdější hit (coververzi od Ednaswap) Torn. Tento první singl podpořený videoklipem se dostal na první místa hitparád v USA, ve Švédsku a v Mexiku, druhou příčku obsadil v Austrálii, ve Švýcarsku a ve Velké Británii. Na třetí místo se dostal v Rakousku. Do první desítky se umístil v mnoha dalších zemích, například ve Finsku (8.), v Norsku (6.), na Novém Zélandu (5.) nebo ve Francii (4.). Z tohoto alba vzešly ještě 3 další singly: Big Mistake (2. místo ve Velké Británii a 6. místo v Austrálii), Wishing I Was There (19. místo ve Velké Británii a 24. místo v Austrálii) a Smoke (42. místo v Austrálii). Alba se prodalo na celém světě kolem 7 000 000 kopií, za první týden bylo prodáno ve Velké Británii 57500 kopií. Získala cenu MTV Objev roku a 3 nominace na americké hudební ceny Grammy.

### Stigmata Soundtrack
Album se soundtrackem k filmu Stigmata (vyšlo v roce 1999) obsahovalo jednu skladbu, kterou nazpívala, a sice Identify. Píseň byla samostatně vydána pouze jako promo singl a do hitparád se tedy nedostala.

### White Lilies Island
Album White Lilies Island, vydané v roce 2001, úspěšnosti debutu nedosáhlo. Singl That Day byl vydán pouze ve Velké Británii, kde dosáhl na 11. místo. Následující Wrong Impression dosáhl tamtéž na 10. místo, v USA byl na 64. místě. V Austrálii se sice stal rozhlasovým hitem, ale v prodejnosti dosáhl jen na 33. místo. Nejúspěšnější byl v Mexiku, kde byl nejvýše na 2. místě. Třetí singl z tohoto alba Beauty On The Fire se dostal na 26. místo ve Velké Británii, v Austrálii byl nejvýše na 78. místě. Samotného alba se prodalo na celém světě okolo 1 500 000 kopií, za první týden prodeje ve Velké Británii 25 500 kopií, v Austrálii a USA zhruba po 37 000 kopiích.

### Counting Down The Days
Album Counting Down The Days vyšlo v roce 2005. Doprovázely ho jen dva singly - Shiver a titulní Counting Down The Days. Prvně jmenovaný přiblížil zpěvačku dosud nepřekonanému úspěchu debutového singlu Torn, když obsadil 8. místo ve Velké Británii, 19. místo v Austrálii a 34. místo ve Francii. Singl s titulní skladbou se dostal ve Velké Británii na 23. místo, v Austrálii na 52. místo. Album získalo ve Velké Británii Zlatou desku, za první týden se zde prodalo 40 000 kopií, na celém světě pak dodnes okolo 800000 kopií.

### Glorious: The Singles 97-07
10 let hudební kariéry v roce 2007 bylo vhodnou příležitostí k bilancování a vydání kompilace Glorious: The Singles 97-07. Album obsahující všechny singly z předchozích alb je doplněno několika novými písněmi - Be With You, Amelia, Against The Wall, Stuck On The Moon a titulní Glorious vydaná i na singlu. Tento singl se dostal v Itálii na 9. místo, ve Velké Británii na 23. místo a v Austrálii na 38. místo. Limitovaná edice alba obsahuje bonusové DVD s videoklipy. Celosvětově bylo prodáno 33 000 kopií za první týden. Album dosáhlo zatím největšího úspěchu ve Velké Británii, kde se dostalo na 5. místo mezi prodanými alby.

## Diskografie

### Alba
- Left Of The Middle
- vydáno 4. listopadu 1997 (Velká Británie), 10. března 1998 (USA)
- White Lilies Island
- vydáno 5. listopadu 2001
- Counting Down The Days
- vydáno 4. dubna 2005
- Glorious: The Singles 97-07
- vydáno 10. září 2007 (Velká Británie), 22. září 2007 (Austrálie)
- Come To Life
- vydáno 5. října 2009

### Singly
- Torn
další skladby: Sometimes, Contradictions, Diving In The Deep End, Frightened Child
- vydáno 7. dubna 1998
- Big Mistake
další skladby: Tomorrow Morning, Something Better, I've Been Watching You
- vydáno 8. března 1998
- Wishing I Was There
další skladby: Why
- vydáno 31. května 1998
- Smoke
další skladby: singl obsahoval pouze remixy titulní písně
- vydáno 11. října 1998
- Identify
další skladby: Call Out Hook
- vydáno 1999
- That Day
další skladby: Shikaiya (for Billy), Just Another Day
- vydáno 29. října 2001
- Wrong Impression
další skladby: Always Never, Hide Behind The Sun
- vydáno 11. března 2001
- Beauty On The Fire
další skladby: Cold Air, Broken Thread, Standing There
- vydáno 22. července 2002
- Shiver
další skladby: My Own Movie, When You're Sleeping, Pineapple Head
- vydáno 21. března 2002
- Counting Down The Days
další skladby: Only You, What's the Good in Goodbye
- vydáno 25. července 2005
- Glorious
další skladby: That Girl
- vydáno 27. srpna 2007 (Austrálie), 29. října 2007 (USA)
- Wild About It
-vydáno 9. srpna 2009
- Want
-vydáno 28. září 2009

## Herecká dráha

### Johnny English
Filmový debut zažila Natalia Imbruglia v roce 2003 v akční komedii Johnny English, parodii na bondovky. Hereckým partnerem jí byl britský herec Rowan Atkinson.

### Closed for Winter
Natalie Imbruglia vytvořila v tomto filmu hlavní roli Elise Silverston. Film měl premiéru na Adelaide Film Festival v roce 2009.

## Dráha modelky
Natalie Imbruglia získala pětiletý kontrakt s kosmetickým koncernem L’Oréal (2002–2007).